# Dã Tốc Cai
Dã Tốc Cai Bạt Đô hay Dũng sĩ Dã Tốc Cai (tiếng Mông Cổ: Yesügei Baghatur, chữ Hán: 也速該; 1133—1170) là thủ lĩnh của tộc Kiyad người Mông Cổ và là cha của Thiết Mộc Chân tức Thành Cát Tư Hãn sau này. Ông là một người cha nghiêm khắc, dũng cảm, hết lòng vì con. Sau này nhà Nguyên là hậu duệ đã truy tôn ông là Liệt Tổ Thần Nguyên hoàng đế.

## Đặt tên con
Theo Bí sử Mông Cổ thì Dã Tốc Cai cướp bà Ha Ngạch Luân từ bộ tộc Miệt Nhĩ và cưới bà sinh ra một đứa bé trai. Trong lúc vợ đang sinh thì Dã Tốc Cai đi đánh nhau và bắt được một người tù binh. Để kỷ niệm chiến thắng, ông đã lấy tên người tù binh đó đặt cho con mình tức là Thiết Mộc Chân. Ông đã nuôi Thiết Mộc Chân khôn lớn.

## Bị đầu độc
Một lần ông đưa Thiết Mộc Chân đi dạm hỏi vợ với bộ lạc Onggút, cuộc dạm hỏi thành công và Bột Nhi Thiếp (Börte) cũng thích Thiết Mộc Chân. Nhưng trên đường về ông có ghé lại trại của kẻ thù dự bữa tiệc, dùng rượu với họ và bị đầu độc. Ông bị ngấm thuốc và chết trên đường về nhà.

## Gia phả
|                 |                 |                 |                 |                 |                 |  |  | Dã Tốc Cai          | Dã Tốc Cai          | Dã Tốc Cai          | Dã Tốc Cai          | Dã Tốc Cai          | Dã Tốc Cai          |            |            |                           |                           |                           |                           |                           |                           |  |  | Nguyệt Luân thái hậu | Nguyệt Luân thái hậu | Nguyệt Luân thái hậu | Nguyệt Luân thái hậu | Nguyệt Luân thái hậu | Nguyệt Luân thái hậu |  |  |                         |                         |                         |                         |                         |                         |              |              |                                   |                                   |                                   |                                   |                                   |                                   |        |        |               |               |               |               |               |               |  |  |
|                 |                 |                 |                 |                 |                 |  |  | Dã Tốc Cai          | Dã Tốc Cai          | Dã Tốc Cai          | Dã Tốc Cai          | Dã Tốc Cai          | Dã Tốc Cai          |            |            |                           |                           |                           |                           |                           |                           |  |  | Nguyệt Luân thái hậu | Nguyệt Luân thái hậu | Nguyệt Luân thái hậu | Nguyệt Luân thái hậu | Nguyệt Luân thái hậu | Nguyệt Luân thái hậu |  |  |                         |                         |                         |                         |                         |                         |              |              |                                   |                                   |                                   |                                   |                                   |                                   |        |        |               |               |               |               |               |               |  |  |
|                 |                 |                 |                 |                 |                 |  |  |                     |                     |                     |                     |                     |                     |            |            |                           |                           |                           |                           |                           |                           |  |  |                      |                      |                      |                      |                      |                      |  |  |                         |                         |                         |                         |                         |                         |              |              |                                   |                                   |                                   |                                   |                                   |                                   |        |        |               |               |               |               |               |               |  |  |
|                 |                 |                 |                 |                 |                 |  |  |                     |                     |                     |                     |                     |                     |            |            |                           |                           |                           |                           |                           |                           |  |  |                      |                      |                      |                      |                      |                      |  |  |                         |                         |                         |                         |                         |                         |              |              |                                   |                                   |                                   |                                   |                                   |                                   |        |        |               |               |               |               |               |               |  |  |
| Biệt Lặc Cổ Đài | Biệt Lặc Cổ Đài | Biệt Lặc Cổ Đài | Biệt Lặc Cổ Đài | Biệt Lặc Cổ Đài | Biệt Lặc Cổ Đài |  |  | Biệt Khắc Thiếp Nhi | Biệt Khắc Thiếp Nhi | Biệt Khắc Thiếp Nhi | Biệt Khắc Thiếp Nhi | Biệt Khắc Thiếp Nhi | Biệt Khắc Thiếp Nhi |            |            | Thiết Mộc Ca Oát Xích Cân | Thiết Mộc Ca Oát Xích Cân | Thiết Mộc Ca Oát Xích Cân | Thiết Mộc Ca Oát Xích Cân | Thiết Mộc Ca Oát Xích Cân | Thiết Mộc Ca Oát Xích Cân |  |  | Hợp Xích Ôn          | Hợp Xích Ôn          | Hợp Xích Ôn          | Hợp Xích Ôn          | Hợp Xích Ôn          | Hợp Xích Ôn          |  |  | Chuyết Xích Cáp Tát Nhi | Chuyết Xích Cáp Tát Nhi | Chuyết Xích Cáp Tát Nhi | Chuyết Xích Cáp Tát Nhi | Chuyết Xích Cáp Tát Nhi | Chuyết Xích Cáp Tát Nhi |              |              | Thiết Mộc Chân (Thành Cát Tư Hãn) | Thiết Mộc Chân (Thành Cát Tư Hãn) | Thiết Mộc Chân (Thành Cát Tư Hãn) | Thiết Mộc Chân (Thành Cát Tư Hãn) | Thiết Mộc Chân (Thành Cát Tư Hãn) | Thiết Mộc Chân (Thành Cát Tư Hãn) |        |        | Bột Nhi Thiếp | Bột Nhi Thiếp | Bột Nhi Thiếp | Bột Nhi Thiếp | Bột Nhi Thiếp | Bột Nhi Thiếp |  |  |
| Biệt Lặc Cổ Đài | Biệt Lặc Cổ Đài | Biệt Lặc Cổ Đài | Biệt Lặc Cổ Đài | Biệt Lặc Cổ Đài | Biệt Lặc Cổ Đài |  |  | Biệt Khắc Thiếp Nhi | Biệt Khắc Thiếp Nhi | Biệt Khắc Thiếp Nhi | Biệt Khắc Thiếp Nhi | Biệt Khắc Thiếp Nhi | Biệt Khắc Thiếp Nhi |            |            | Thiết Mộc Ca Oát Xích Cân | Thiết Mộc Ca Oát Xích Cân | Thiết Mộc Ca Oát Xích Cân | Thiết Mộc Ca Oát Xích Cân | Thiết Mộc Ca Oát Xích Cân | Thiết Mộc Ca Oát Xích Cân |  |  | Hợp Xích Ôn          | Hợp Xích Ôn          | Hợp Xích Ôn          | Hợp Xích Ôn          | Hợp Xích Ôn          | Hợp Xích Ôn          |  |  | Chuyết Xích Cáp Tát Nhi | Chuyết Xích Cáp Tát Nhi | Chuyết Xích Cáp Tát Nhi | Chuyết Xích Cáp Tát Nhi | Chuyết Xích Cáp Tát Nhi | Chuyết Xích Cáp Tát Nhi |              |              | Thiết Mộc Chân (Thành Cát Tư Hãn) | Thiết Mộc Chân (Thành Cát Tư Hãn) | Thiết Mộc Chân (Thành Cát Tư Hãn) | Thiết Mộc Chân (Thành Cát Tư Hãn) | Thiết Mộc Chân (Thành Cát Tư Hãn) | Thiết Mộc Chân (Thành Cát Tư Hãn) |        |        | Bột Nhi Thiếp | Bột Nhi Thiếp | Bột Nhi Thiếp | Bột Nhi Thiếp | Bột Nhi Thiếp | Bột Nhi Thiếp |  |  |
|                 |                 |                 |                 |                 |                 |  |  |                     |                     |                     |                     |                     |                     |            |            |                           |                           |                           |                           |                           |                           |  |  |                      |                      |                      |                      |                      |                      |  |  |                         |                         |                         |                         |                         |                         |              |              |                                   |                                   |                                   |                                   |                                   |                                   |        |        |               |               |               |               |               |               |  |  |
|                 |                 |                 |                 |                 |                 |  |  |                     |                     |                     |                     |                     |                     |            |            |                           |                           |                           |                           |                           |                           |  |  |                      |                      |                      |                      |                      |                      |  |  |                         |                         |                         |                         |                         |                         |              |              |                                   |                                   |                                   |                                   |                                   |                                   |        |        |               |               |               |               |               |               |  |  |
|                 |                 |                 |                 |                 |                 |  |  |                     |                     |                     |                     |                     |                     | Truật Xích | Truật Xích | Truật Xích                | Truật Xích                | Truật Xích                | Truật Xích                |                           |                           |  |  | Sát Hợp Đài          | Sát Hợp Đài          | Sát Hợp Đài          | Sát Hợp Đài          | Sát Hợp Đài          | Sát Hợp Đài          |  |  |                         |                         |                         |                         | Oa Khoát Đài            | Oa Khoát Đài            | Oa Khoát Đài | Oa Khoát Đài | Oa Khoát Đài                      | Oa Khoát Đài                      |                                   |                                   |                                   |                                   | Đà Lôi | Đà Lôi | Đà Lôi        | Đà Lôi        | Đà Lôi        | Đà Lôi        |               |               |  |  |